# Mariana
Mariana é um município brasileiro localizado no estado de Minas Gerais, na Região Sudeste do país. Sua população recenseada em 2022 era de 61 387 habitantes, com uma população flutuante, girando em torno, provavelmente, de 30 mil habitantes. A economia local depende principalmente do turismo e da extração de minérios.
Mariana é conhecida como a primaz de Minas, por ter sido a primeira vila, cidade, bispado e capital de Minas Gerais. No século XVIII, foi uma das maiores cidades produtoras de ouro para o Império Português. Tornou-se a primeira capital mineira por participar de uma disputa onde a Vila que arrecadasse maior quantidade de ouro seria elevada a Cidade sendo a capital da então Capitania de Minas Gerais.
Em comparação com outros municípios do estado, Mariana detém uma posição econômica de destaque, sendo que o seu produto interno bruto (PIB) é um dos maiores de Minas Gerais. Sendo conhecida pela preservação cultural e patrimonial, liderando por 16 anos, com a maior pontuação, o ICMS Cultural.

## História

### Indígenas pré-europeus
O atual território de Minas Gerais era habitado pelas populações indígenas falantes de línguas macro-jês até o século XVI, quando ocorreu o início da ocupação portuguesa do território.

### Fundação

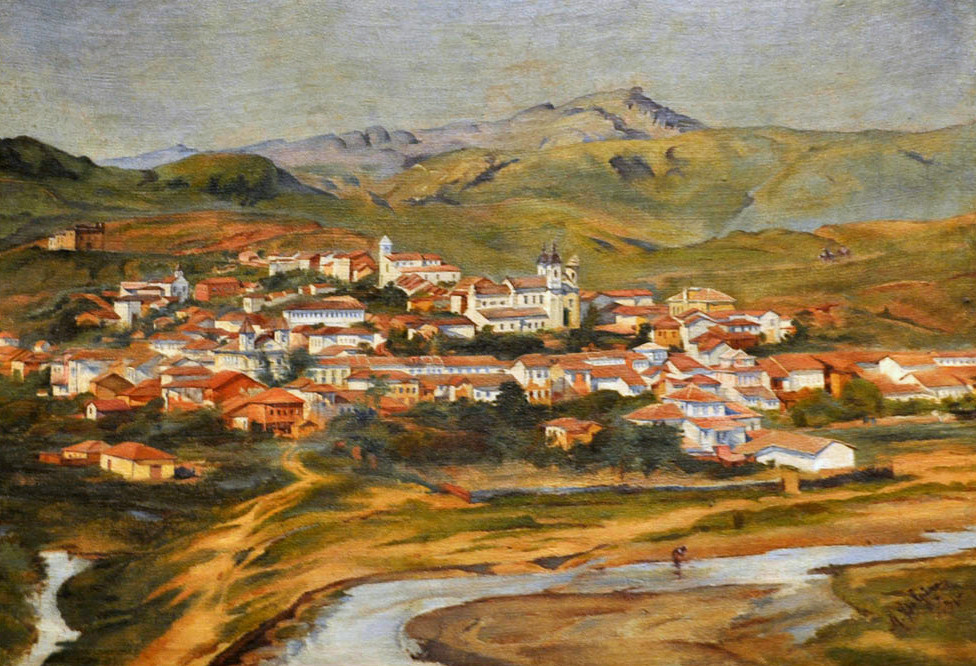
Panorama de Mariana, por Alberto Delpino (1895)

Igrejas de Nossa Senhora do Carmo e de São Francisco de Assis, início do século XX. Arquivo Nacional.

A origem da cidade remonta ao final do século XVII. A região em que hoje se encontra o território das Minas Gerais pertencia à Capitania de Itanhaém, porém encontrava-se completamente sem colonização de origem portuguesa. Assim, sob ordens dos donatários da capitania de Itanhaém, bandeirantes oriundos de Taubaté, primeira cidade do Vale do Paraíba, começaram a explorar o sertão após a Serra da Mantiqueira em busca do ouro. Ainda na segunda metade do século XVII, fundaram o primeiro núcleo colonial em território das futuras Minas Gerais, a considerada primeira vila mineira.
O governador, em cerimônia, escolheu o lugar da praça pública, tendo, no seu centro, o pelourinho, símbolo da autonomia administrativa recém-adquirida. Nos dias seguintes, os "homens bons" se reuniram para a eleição da Câmara e a nomeação de diferentes oficiais municipais. No caso do Carmo, foi escolhido o arraial que conhecia mais forte crescimento, o arraial de Cima. A descrição da cerimônia estipulava que não somente os habitantes do lugar, mas todos que doravante dependeriam da jurisdição do novo distrito, se encarregariam, segundo seus meios, da construção da igreja, da Câmara e da prisão.
Foi desta maneira que foi criada a primeira vila e, posteriormente, a primeira cidade em Minas Gerais. Estavam presentes, segundo o Termo escrito então, as pessoas e moradores principais, assinando o documento (escrito por Manuel Pegado) Antônio de Freitas da Silva, Domingos Fernandes Pinto, José Rebelo Perdigão, Aleonardo Nardi Sizão de Sousa, que também assinava aliás Nardi de Arzão, Manuel Antunes de Lemos, Antônio Correia Ribeiro, Francisco de Campos (antigo chefe emboaba), Feliz de Azevedo Carneiro e Cunha, Pedro Teixeira Sequeira, Rafael da Silva e Sousa, conhecido reinol, José de Campos, Antônio Correia Sardinha, Bartolomeu Fernandes, Manuel Gonçalves Fraga, José de Almeida Naves, Jacinto Barbosa Lopes, Manuel da Silva e Sousa, Bernardo de Chaves Cabral, Manuel Ferreira Vilence, Torquato Teixeira de Carvalho, João Delgado de Camargos, Filipe de Campos, Manuel da Silva Leme, Caetano Moniz da Costa, Jerónimo da Silveira de Azevedo, Sebastião Preto Ferreira, Francisco Ribeiro de Morais, Fernando de Andrade, Jacinto Nogueira Pinto, Antônio Rodrigues de Sousa, Inácio de Sampaio e Almeida, Francisco de Lucena Monte Arroio, Pedro Correia de Godói, Bento Vieira de Sousa e José de Barros e Fonseca.
Mariana faz parte da história do nascimento de Minas Gerais, pois foi sua primeira vila, cidade e capital. Sua imagem mais antiga foi o panorama desenhado por Thomas Ender em cerca de 1817, do Morro do Cruzeiro.

### Designação da vila e da cidade
A designação de Mariana veio mais tarde, em homenagem à rainha D. Maria Ana de Áustria, esposa do rei D. João V. Em 8 de abril de 1711, o governador do Rio de Janeiro Antônio de Albuquerque Coelho de Carvalho criou, no arraial do Ribeirão do Carmo, a Vila do Ribeirão de Nossa Senhora do Carmo, confirmada por Carta Régia de 14 de abril de 1712 com o nome mudado para Vila Real de Nossa Senhora. Mudará de nome outra vez em 23 de abril de 1745 para Cidade Mariana, homenagem do rei dom João V de Portugal a dona Maria Ana de Áustria, sua esposa.

### Bispado

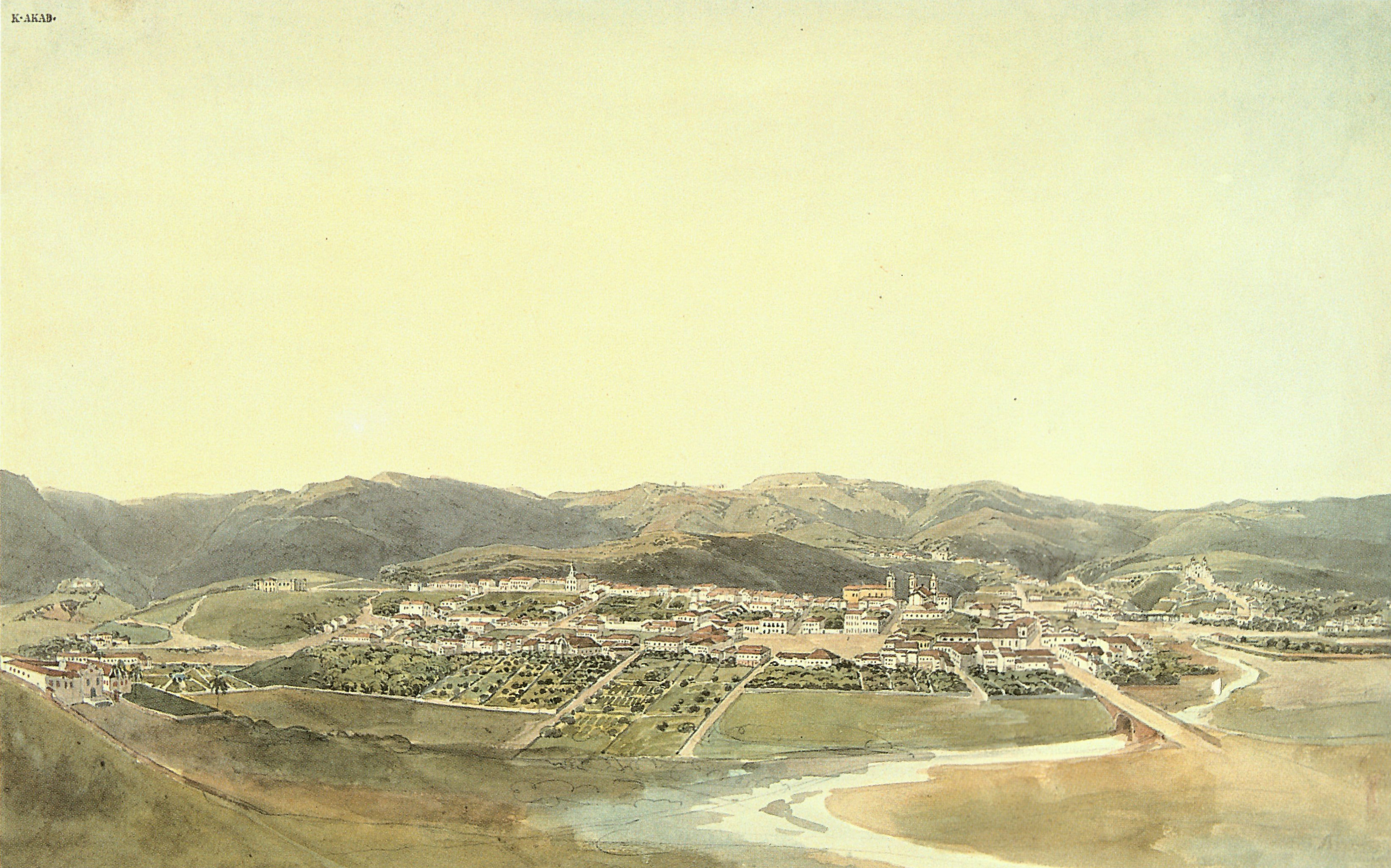
Mariana em cerca de 1817, por Thomas Ender.

A Diocese de Mariana foi ereta pelo Papa Bento XIV, no dia 6 de dezembro de 1745, por meio da bula Candor lucis æternæ, a partir de território desmembrado da então Diocese de São Sebastião do Rio de Janeiro, sendo nomeado primeiro bispo Dom Frei Manuel da Cruz. A mesma bula criou a então Diocese de São Paulo (atualmente Arquidiocese de São Paulo), na Capitania de São Paulo. No dia 16 de julho de 1897, um decreto pontifício transferiu para a Diocese de Mariana os municípios de Minas Gerais então subordinados à Arquidiocese de São Sebastião do Rio de Janeiro.
Em 11 de julho de 1903, presidido por Dom Silvério Gomes Pimenta, foi realizado o Primeiro Sínodo da Diocese de Mariana, e no dia 1º de maio de 1906, o Papa Pio X, por meio da bula Sempiternam humani generis, elevou a diocese à categoria de arquidiocese e sé metropolitana.
A Diocese de Mariana abrangia um território inicialmente bastante extenso, o qual foi desmembrado sucessivamente para constituir outras dioceses em Minas Gerais: Diamantina (1854), Pouso Alegre (1900), Caratinga (1915), Luz (1918), Belo Horizonte (1921), Juiz de Fora (1924), Leopoldina (1942), São João del-Rei (1960) e Itabira-Fabriciano (1965).

### Quilombos
Mariana foi um dos centros escravistas no Brasil Colônia. Sendo a segunda cidade que mais recebeu escravizados africanos na História da escravidão na América. Isso não só reflete o trabalho escravizado, mas também a resistência negra a escravidão. Uma das principais formas de resistência era a formação de quilombos. Há diversos quilombos marianenses que ainda resistem aos tempos atuais.

### Rompimento de barragem
Em 2015, Bento Rodrigues, um subdistrito de Santa Rita Durão, que é um dos distritos de Mariana, foi destruído após o rompimento de uma barragem administrada pela empresa Samarco. A onda de detritos de mineração atingiu 18,20 m de altura e matou 20 pessoas. A lama também contaminou o rio Doce.

## Geografia

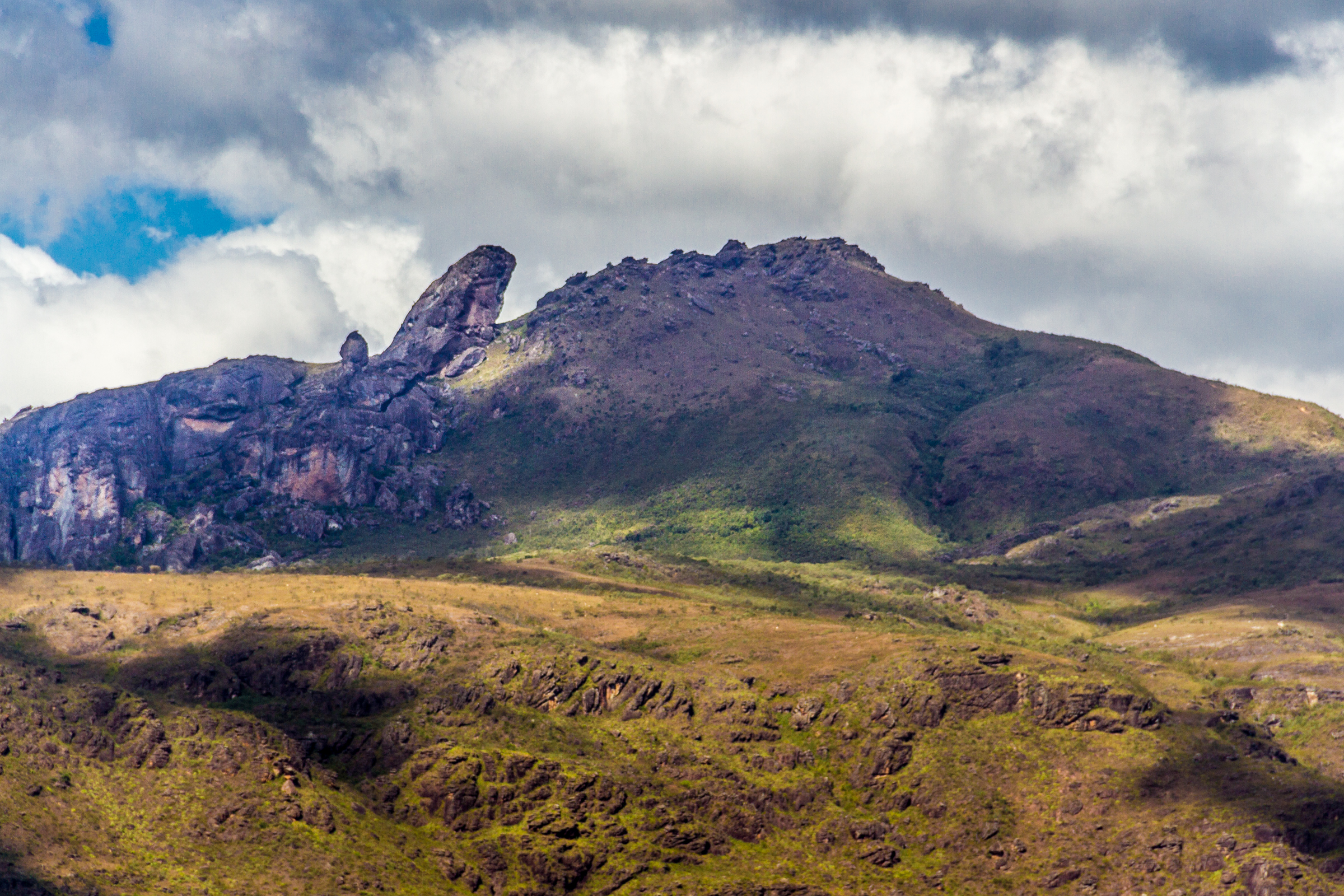
Pico do Itacolomi, entre Mariana e Ouro Preto

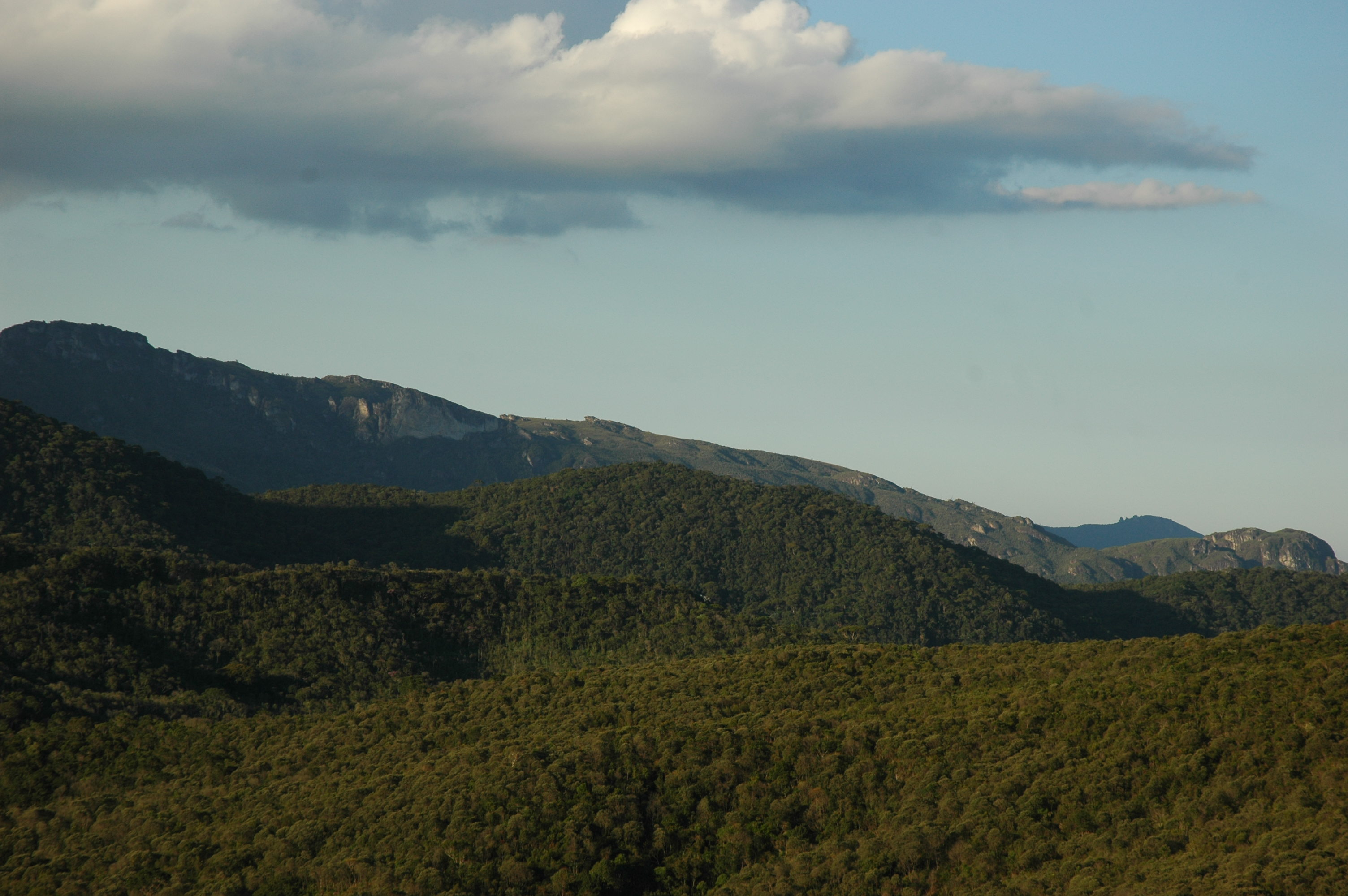
Típico relevo em Mariana, Parque Estadual do Itacolomi

De acordo com a divisão regional vigente desde 2017, instituída pelo IBGE, o município pertence às Regiões Geográficas Intermediária de Belo Horizonte e Imediata de Santa Bárbara - Ouro Preto. Até então, com a vigência das divisões em microrregiões e mesorregiões, fazia parte da microrregião de Ouro Preto, que por sua vez estava incluída na mesorregião Metropolitana de Belo Horizonte.
Mariana está localizada a cerca de 12 km de Ouro Preto, 45 km de Ouro Branco, 60 km de Itabirito, 70 km de Conselheiro Lafaiete, 70 km de Ponte Nova e 75 km de Congonhas. Sua distância em relação à capital Belo Horizonte é de 110 quilômetros.

### Relevo
Na maior parte do município são marcantes os relevos ondulados e a presença de planaltos. Na divisa entre os municípios de Mariana e Ouro Preto situa-se o Parque Estadual do Itacolomi, onde é localizado o Pico do Itacolomi, o ponto mais alto do município se localiza nas bordas da Serra do Caraça a uma altitude que beira os 2000 metros. O Pico do Itacolomi não é o ponto mais alto nem de Ouro Preto nem de Mariana como popularmente se acredita, o pico fica em Mariana e possui uma altitude de 1772 metros.
| Topografia | %  |
| ---------- | -- |
| Plano      | 10 |
| Ondulado   | 30 |
| Montanhoso | 60 |

### Hidrografia
O principal rio da cidade é o Rio do Carmo, que separa o centro histórico da parte mais nova da cidade. Há também o Rio Gualaxo do Sul, e outros rios menores nos arredores da cidade.

### Clima
O clima no município é típico tropical de altitude úmido. Os verões são quentes e chove com mais frequência. No inverno as temperaturas caem. A topografia da região, muito montanhosa e escarpada propicia a formação de bolsões de ar frio e neblina. O fenômeno é bastante visível ao amanhecer.
| Dados climatológicos para Mariana, Minas Gerais - Brasil | Dados climatológicos para Mariana, Minas Gerais - Brasil | Dados climatológicos para Mariana, Minas Gerais - Brasil | Dados climatológicos para Mariana, Minas Gerais - Brasil | Dados climatológicos para Mariana, Minas Gerais - Brasil | Dados climatológicos para Mariana, Minas Gerais - Brasil | Dados climatológicos para Mariana, Minas Gerais - Brasil | Dados climatológicos para Mariana, Minas Gerais - Brasil | Dados climatológicos para Mariana, Minas Gerais - Brasil | Dados climatológicos para Mariana, Minas Gerais - Brasil | Dados climatológicos para Mariana, Minas Gerais - Brasil | Dados climatológicos para Mariana, Minas Gerais - Brasil | Dados climatológicos para Mariana, Minas Gerais - Brasil | Dados climatológicos para Mariana, Minas Gerais - Brasil |
| Mês                                                      | Jan                                                      | Fev                                                      | Mar                                                      | Abr                                                      | Mai                                                      | Jun                                                      | Jul                                                      | Ago                                                      | Set                                                      | Out                                                      | Nov                                                      | Dez                                                      | Ano                                                      |
| -------------------------------------------------------- | -------------------------------------------------------- | -------------------------------------------------------- | -------------------------------------------------------- | -------------------------------------------------------- | -------------------------------------------------------- | -------------------------------------------------------- | -------------------------------------------------------- | -------------------------------------------------------- | -------------------------------------------------------- | -------------------------------------------------------- | -------------------------------------------------------- | -------------------------------------------------------- | -------------------------------------------------------- |
| Temperatura máxima média (°C)                            | 28,2                                                     | 28,5                                                     | 28,5                                                     | 27,1                                                     | 25,5                                                     | 24,5                                                     | 24,7                                                     | 25,9                                                     | 26,8                                                     | 27,4                                                     | 27,5                                                     | 27,3                                                     | 26,8                                                     |
| Temperatura mínima média (°C)                            | 17,6                                                     | 17,7                                                     | 16,8                                                     | 15,0                                                     | 12,3                                                     | 10,2                                                     | 9,8                                                      | 11,1                                                     | 13,8                                                     | 16,0                                                     | 16,8                                                     | 17,2                                                     | 14,5                                                     |
| Precipitação (mm)                                        | 252,0                                                    | 184,9                                                    | 155,5                                                    | 69,2                                                     | 27,7                                                     | 12,3                                                     | 10,3                                                     | 11,8                                                     | 48,7                                                     | 123,7                                                    | 202,3                                                    | 305,8                                                    | 1 404,5                                                  |
| Fonte: Tempo Agora (29 de dezembro de 2013)              |                                                          |                                                          |                                                          |                                                          |                                                          |                                                          |                                                          |                                                          |                                                          |                                                          |                                                          |                                                          |                                                          |

### Bioma
Em grande parte do município a vegetação predominante é a mata atlântica. O cerrado também compõe o bioma do município, bem como a mata de transição.

## Demografia

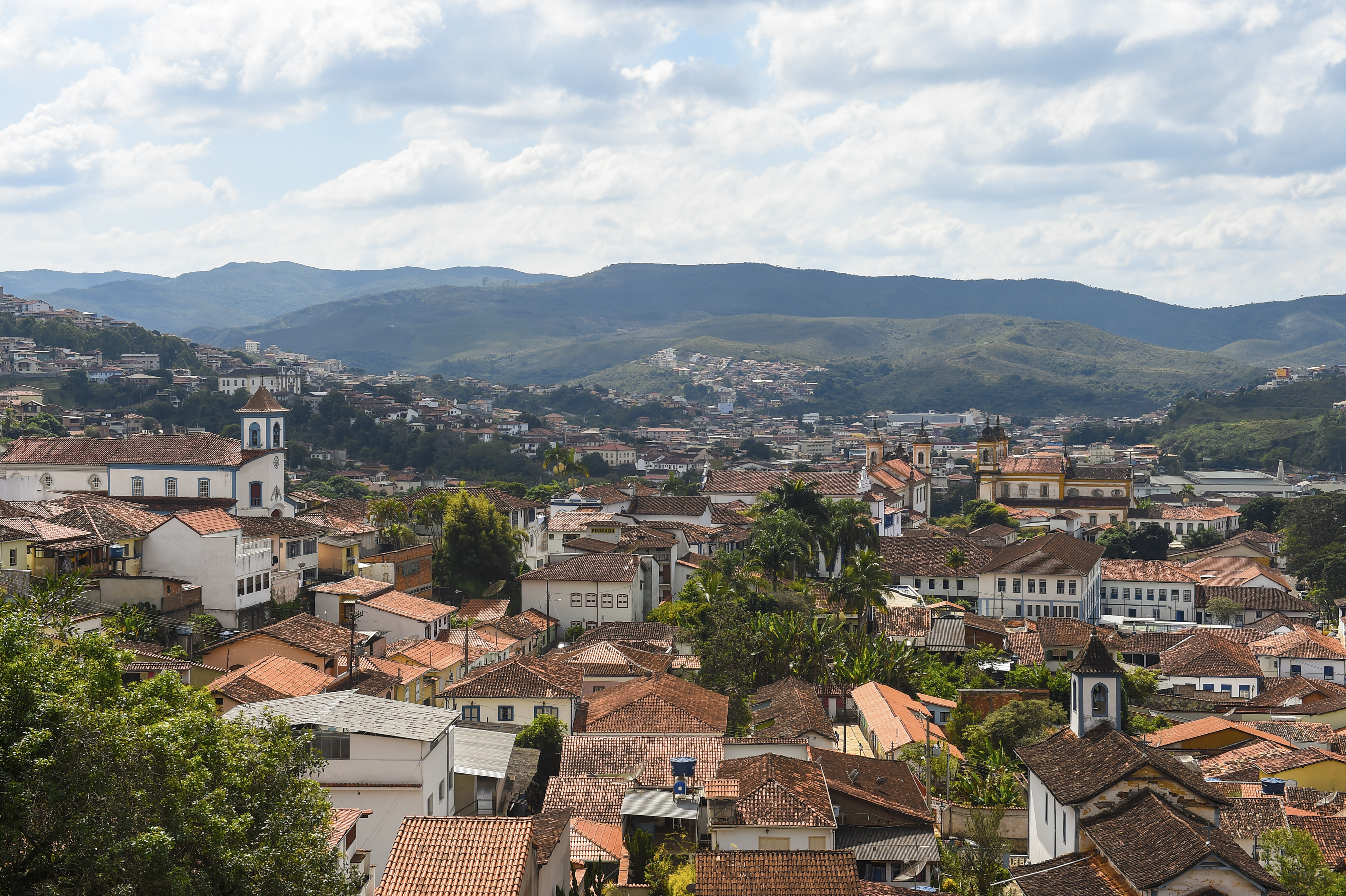
Zona histórica de Mariana

### População
- IBGE 1991: 38.180 habitantes[36]
- IBGE 2000: 46.710 habitantes[36]
- IBGE 2010: 54.219 habitantes[37]
- IBGE 2015: 58.802 habitantes[36]
- IBGE 2017: 59.857 habitantes[36]
- IBGE 2022: 61.387 habitantes[1]

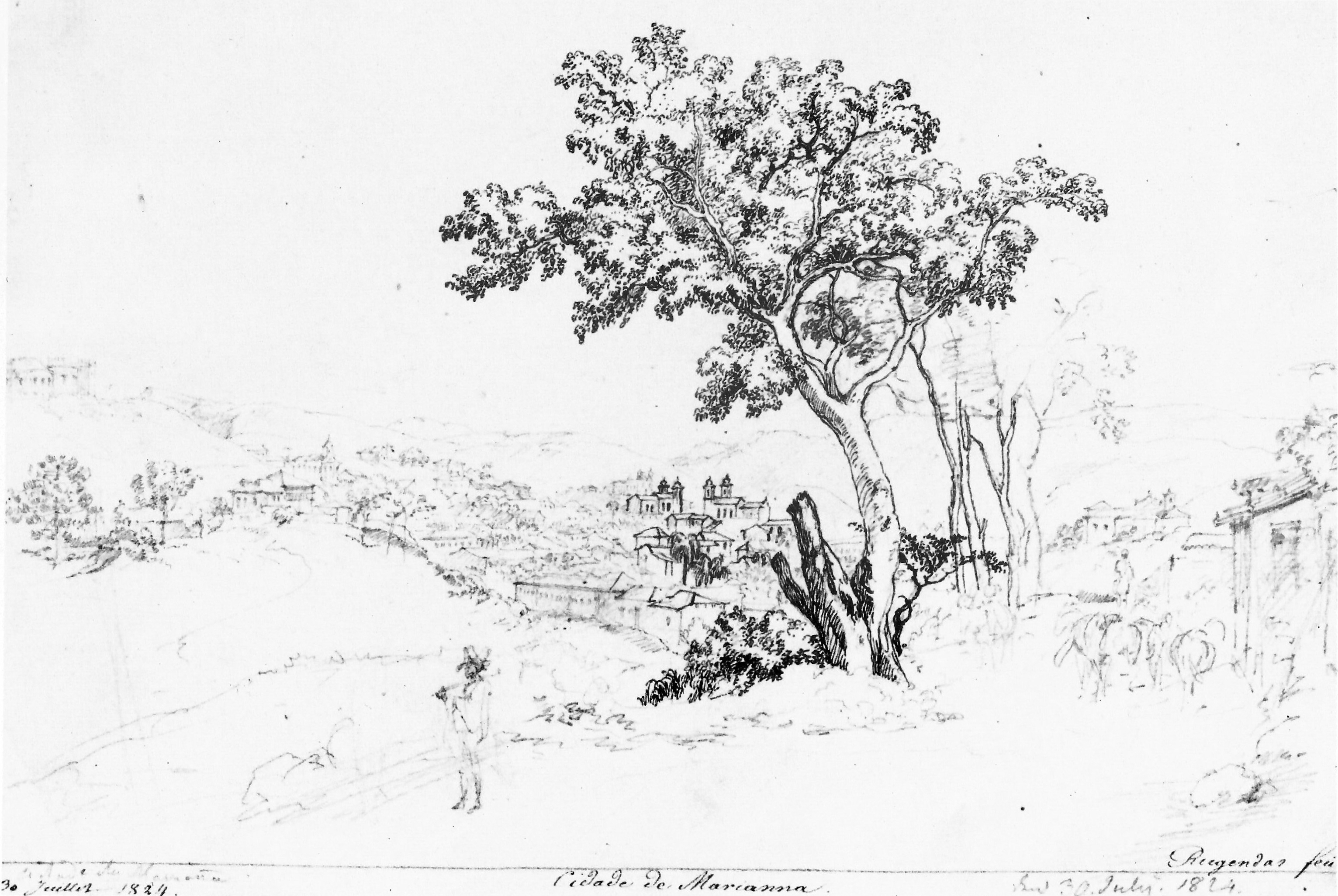
Mariana em 1824, por Johann Moritz Rugendas.

Possui uma populacao flutuante, girando em torno, provavelmente, de 30 mil habitantes. Em maior grau pela mineração, e em menor pela sua população universitária.

### Composição étnica
| Cor/Raça | Percentagem |
| -------- | ----------- |
| Parda    | 49,05%      |
| Branca   | 30,14%      |
| Preta    | 18,21%      |
| Amarela  | 2,36%       |
| Indígena | 0,25%       |

### IDH

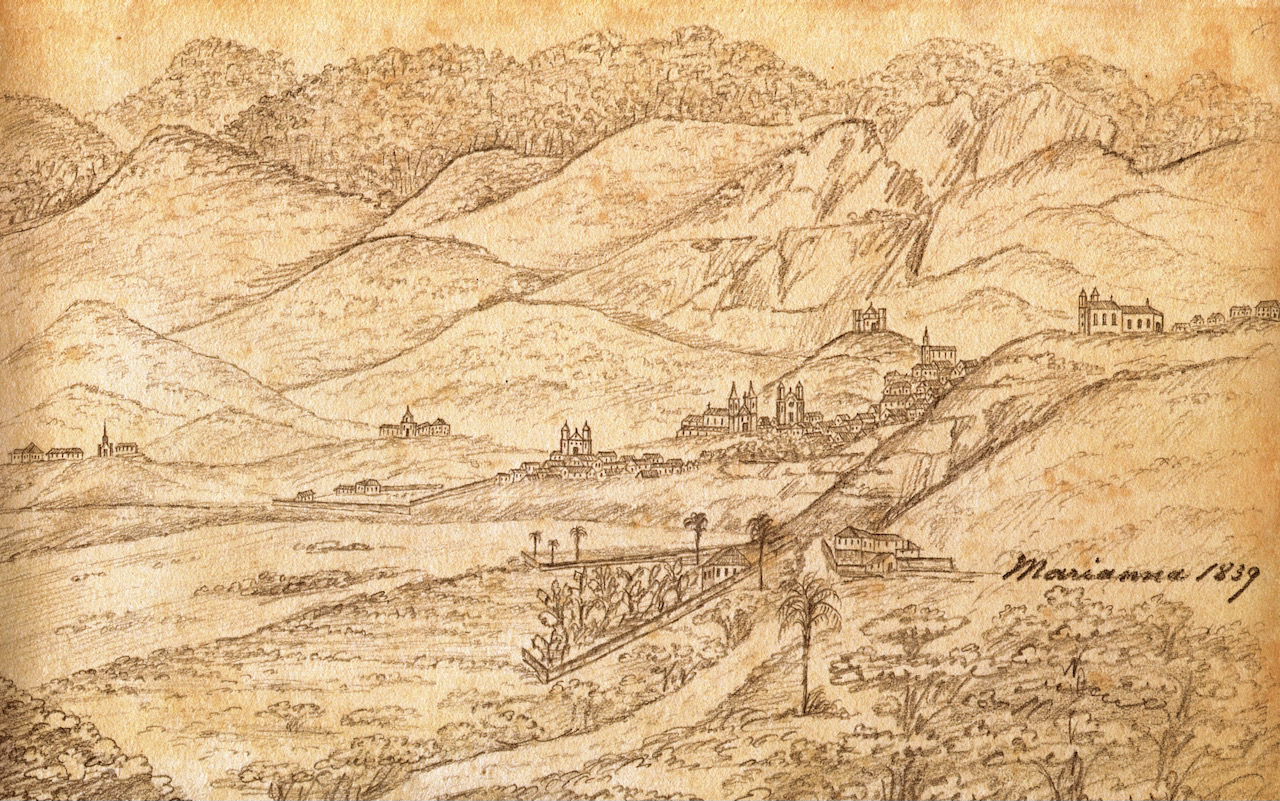
Mariana em 1839, por Ernst Hasenclever (1814-1869).

Mariana possui um IDHM considerado alto segundo os padrões do IBGE. Principalmente a renda e a educação foram responsáveis pela elevação do IDH marianense na última divulgação. O IDH de Mariana em 2010 era  de 0.742, que a colocava em 719º lugar entre os municípios brasileiros e o 52º entre os municípios mineiros.

#### Composição do IDH
- IDH-M Renda (PNUD 2010) = 0.705
- IDH-M Longevidade (PNUD 2010) = 0.874
- IDH-M Educação (PNUD 2010) = 0.664

Entre 1991 e 2010, o IDH de Mariana teve um crescimento de cerca de 50% (considerando o total):
| Ano  | IDH   | % parcial |
| ---- | ----- | --------- |
| 1991 | 0,493 |           |
| 2000 | 0,620 | +26%      |
| 2010 | 0,742 | +20%      |

## Governo e política

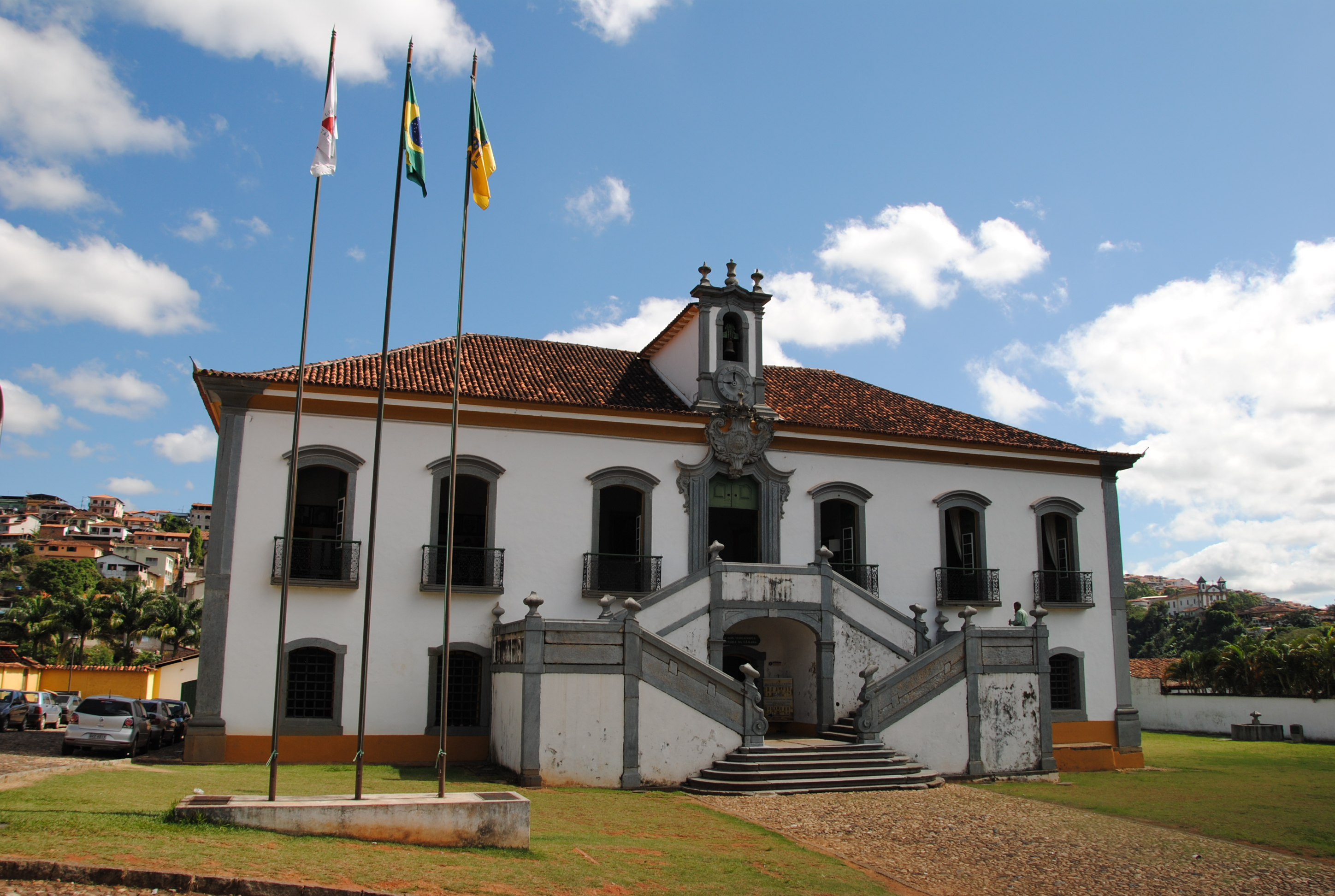
Câmara Municipal de Mariana, na Praça Minas Gerais

### Hino
O hino da cidade de Mariana, escrito em 1911, possui letra do poeta neorromântico/simbolista mineiro Alphonsus de Guimaraens e melodia composta por Antônio Miguel.

### Subdivisões

#### Bairros
- Barro Preto
- Bela Vista
- Bom Sucesso
- Cabanas
- Centro
- Chácara
- Colina
- Colina São Pedro
- Cruzeiro do Sul
- Dom Oscar
- Estrela do Sul
- Fonte da Saudade
- Jardim dos Inconfidentes
- Marília de Dirceu
- Morada do Sol
- Morro Santana
- Passagem de Mariana
- Residencial Dandara
- Residencial Jardim Santana
- Residencial Vila Del Rei
- Rosário
- Rosário Novo
- Santa Clara
- Santa Rita de Cássia
- Santana
- Santo António
- São Cristóvão
- São Gonçalo
- São José (Cartucha)
- São Pedro
- São Sebastião
- Vale Verde
- Vila Aparecida
- Vila do Carmo
- Vila Máquine
- Vila Samitri

Muitos desses bairros são frutos de ocupação e invasão. Mariana tem passado por um processo de gentrificação, fruto sobretudo da mineração na região, e do rompimento da barragem em Bento Rodrigues. Mariana possui um dos mais altos índices de aluguel em Minas Gerais. Isso gera um aumento dos moradores de rua na cidade, uma migração para bairros mais pobres e com menor infraestrutura, e um abandono da Universidade Federal de Ouro Preto, por parte da população universitária.

### Distritos
De acordo com a divisão administrativa do país o município é composto de onze distritos: Mariana (sede), Bandeirante, Cachoeira do Brumado, Camargos, Cláudio Manuel, Furquim, Monsenhor Horta, Padre Viegas, Passagem de Mariana, Santa Rita Durão e Águas Claras, promovida a distrito em agosto de 2015. Antigamente eram Acaiaca e Diogo de Vasconcelos distritos de Mariana, atualmente eles já estão emancipados.
Além do distrito de Mariana, os outros distritos também possuem pontos turísticos; como cachoeiras, igrejas e paisagens exuberantes. Suas principais atrações são as festas tradicionais e as cachoeiras. Além disso, representam importante valor histórico e cultural para a cidade e região.

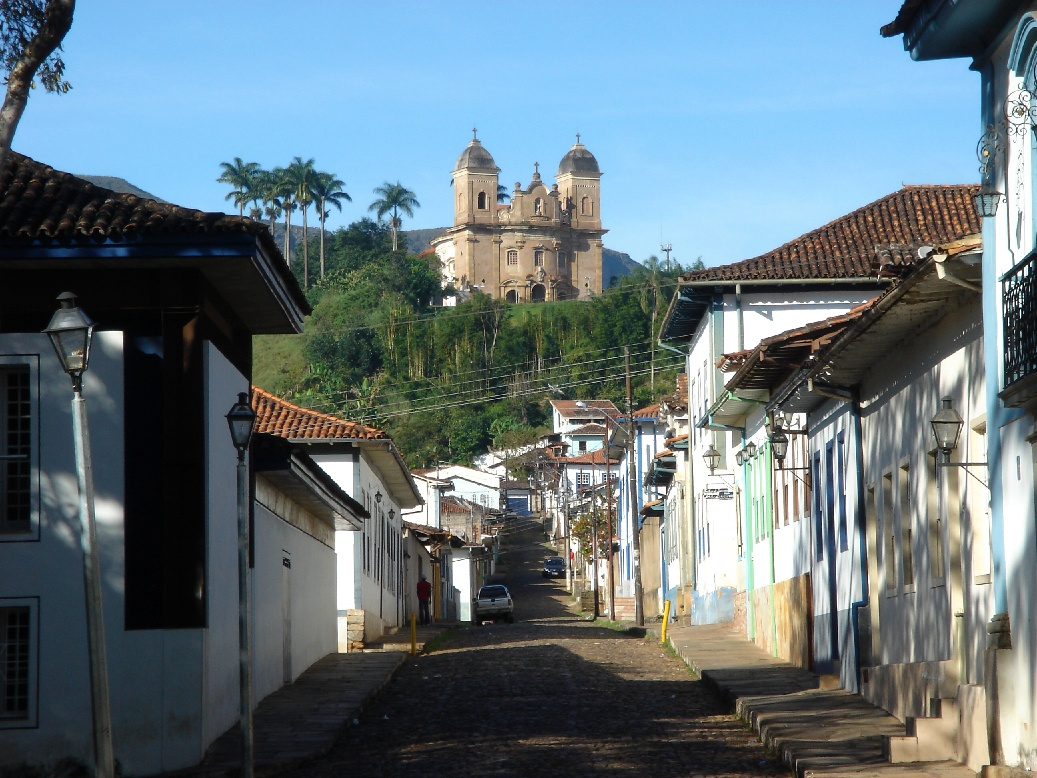
Rua Dom Silvério, tendo ao fundo a Igreja de São Pedro dos Clérigos

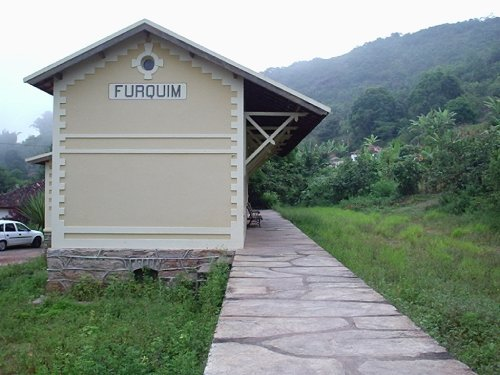
Antiga estação ferroviária no distrito de Furquim.

- Bandeirantes (Ribeirão do Carmo): Está a 14 km do centro de Mariana. Possuí alguns prédios de valor histórico e arquitetônico como a Igreja de São Sebastião, cuja construção se deu na primeira metade do século XVIII. Existe também no distrito, algumas casas coloniais tradicionais, sendo uma delas, a casa onde nasceu Pedro Aleixo.[51]
- Cachoeira do Brumado: O arraial surgiu nos primórdios do século XVII. João Pedroso, um dos primeiros descobridores de ouro em Minas Gerais, com João Lopes Pereira, iniciaram o arraial e criaram a primeira capela de Cachoeira do Brumado. João Pedrosa fez mais: construiu-lhe o patrimônio por escritura de 11 de agosto de 1726. O distrito está a 27 km do centro de Mariana e o seu destaque além da culinária, artesanato é a Cachoeira, de mesmo nome do distrito.[52]
- Camargos: Fundado pelo Bandeirante Tomás Lopes de Camargos, em 1780. Possui a igreja Matriz de Nossa Senhora da Conceição, a qual foi construída em 1707. Junto a Igreja, há também o Cruzeiro em pedra sabão no adro. Está a 14 km do centro de Mariana.[53]
- Cláudio Manuel: Distrito localizado a 50 km do centro de Mariana, onde está a Igreja de São Sebastião, construída em meados do século XVIII, sofreu várias reformas até ser demolida. Hoje seu estilo moderno não tem nada a ver com a antiga construção. É também composto por cachoeiras e fazendas.[54]
- Furquim: Distante do centro de Mariana em 28 km. Possui a Matriz Senhor do Bom Jesus do Monte, construída em meados do século XVIII. Foi também centro de mineração. Possui festas tradicionais e religiosas.[55]
- Monsenhor Horta: Recebeu o nome de São Caetano do Rio do Carmo, hoje Monsenhor Horta. Sua data de fundação remonta aos anos de 1697. Neste distrito viveu o Bandeirante Coronel Salvador Fernandes Furtado, fundador de Minas Gerais. Sua igreja, Matriz de São Caetano é também de valor histórico e arquitetônico, sua construção da primeira metade do século XVIII, tombada pelo IPHAN em 25 de junho de 1953.A tradicional festa de seu padroeiro São Caetano de Thiene, atrai vários fiéis.Considerado o melhor distrito de Mariana, pela tranquilidade e harmoniosidade do local, povo hospitaleiro.O distrito é conhecido pela forte piedade popular dos moradores. Localiza-se a 16 km do centro de Mariana.[56]
- Padre Viegas (Sumidouro): Distante do centro de Mariana a apenas 10 km. Foi elevado a distrito em 27 de Dezembro de 1748. Possui prédios históricos como a Igreja Matriz de Nossa Senhora do Rosário, de construção do século XVIII. É a terra de Cláudio Manuel da Costa, escritor marianense de grande importância do século XVIII.[57]
- Passagem de Mariana: Principal e mais próximo distrito de Mariana, está localizado a 8 km do centro da cidade. Nele está a Igreja Matriz Nossa Senhora da Glória, Construção do século XVIII. No distrito também está a Mina da Passagem, antiga mina de ouro, que atualmente é a maior Mina de Ouro aberta a visitações turísticas do mundo. Ela Tem 315m de extensão e 120m de profundidade, com um lago natural. Também existe no distrito, o antigo Cemitério dos Ingleses e o conjunto natural arqueológico do Morro Santo Antônio.[58]
- Santa Rita Durão: Localizado a 27 km de distância do centro de Mariana, é o distrito onde a mineração de ouro teve início na região em 1702. Possui a igreja Matriz que foi construída pelo sargento Mor Paulo Rodrigues Durão, entre 1729, que era pai do poeta Santa Rita Durão.[59]
- Águas Claras: O novo distrito é localizado a 39 km de Mariana. Desmembrou-se do distrito de Cláudio Manuel no dia 24 de agosto de 2015 após uma aprovação de lei unanime, tornando-se o 11° distrito de Mariana. Nele estão localizadas lindas cachoeiras e a Igreja de São Luiz.[48]

#### Sub-distritos (parcial)
- Bento Rodrigues: localiza-se a 35 km do centro de Mariana, conhecido por ser uma área de intensa mineração. No dia 5 de novembro de 2015, ocorreu um rompimento de barragens de mineração no distrito, causando uma enxurrada de lama de rejeitos, que se precipitou por cerca de 2,5 quilômetros vale abaixo, causando grande destruição, com pelo menos uma morte e desaparecidos.[60]
- Santo Antônio da Barroca: localizado a 32 km do centro da cidade de Mariana, no distrito de Cachoeira do Brumado, o povoado possui cerca de 500 habitantes e existe desde os primórdios do século XVIII. A singularidade da comunidade está presente na musicalidade e dança, uma das marcas mais fortes de sua identidade. Barroca é guardiã do Congado de Nossa Senhora do Rosário da Barroca, que desde 1942 resiste no povoado.[61][62]

## Economia

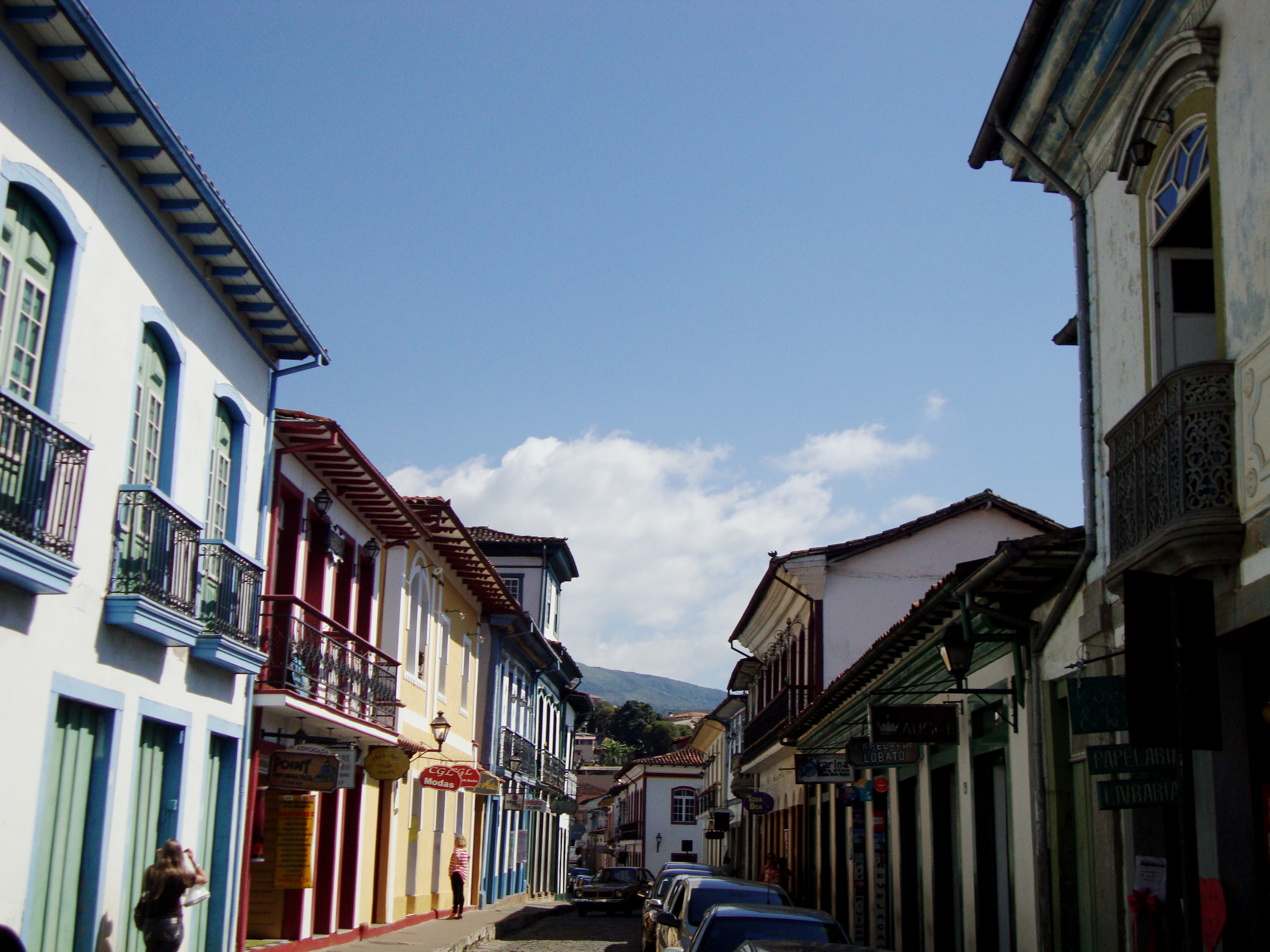
Rua Direita, que possui várias boutiques e lojas de artesanato

Mariana é uma das cidades que integram o Quadrilátero Ferrífero, região responsável por 60% de toda a produção nacional de minério de ferro. Em 2012, foi a 4ª cidade no país em arrecadação de royalties  pela extração de minério, conforme estudo da Universidade Federal de Ouro Preto.

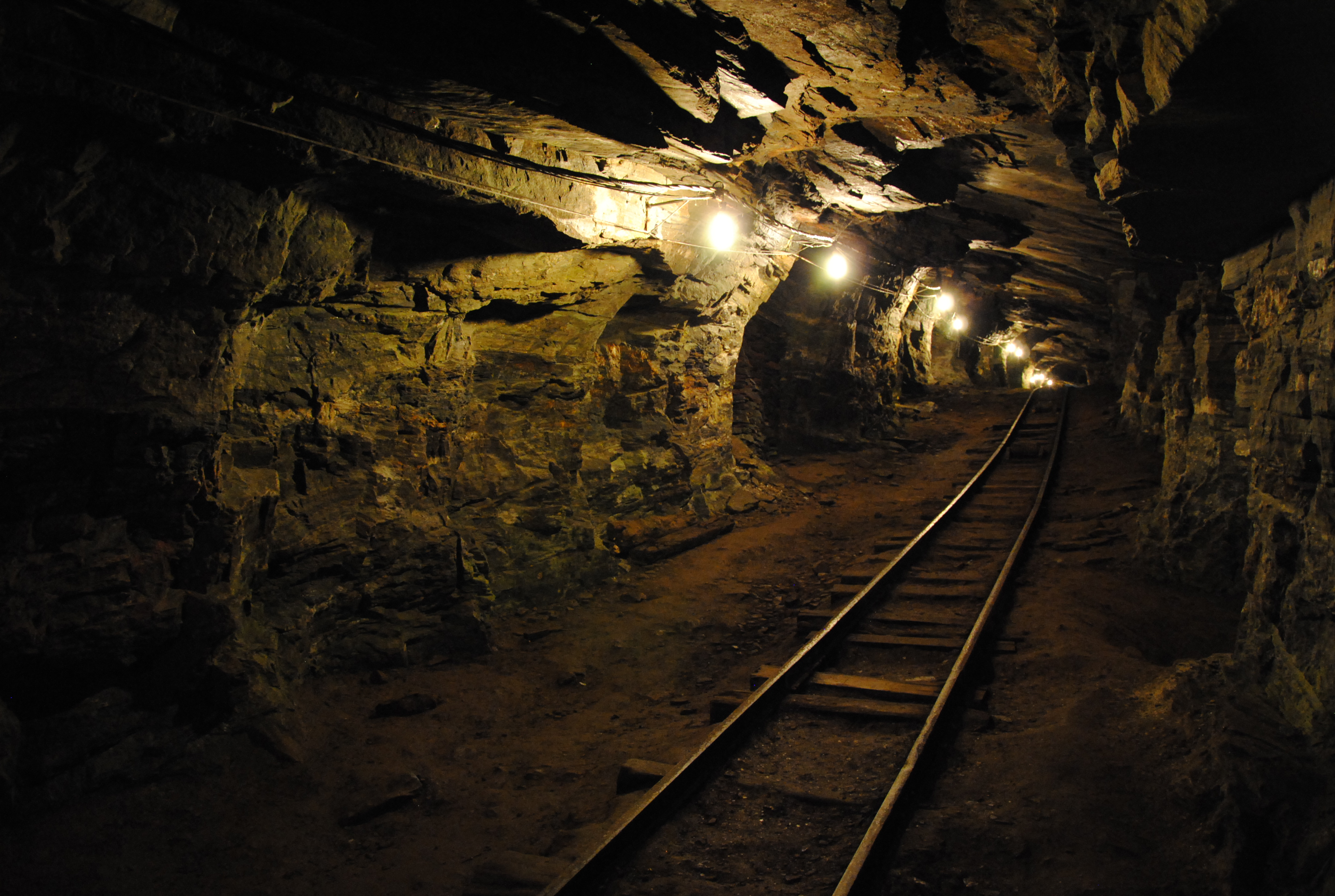
Mina da Passagem, a maior mina de ouro aberta à visitação do mundo

O setor agropecuário representava em 2011 0,3% do PIB, sendo uma atividade praticamente de subsistência. O município vinha apresentando um crescimento contínuo de sua economia, devido principalmente à expansão do setor de mineração. Em 2011, seu PIB foi de R$ 5 443 576 000,00 e o seu PIB per capita (Ppc) foi de R$ 99 342,59. Instabilidades políticas e problemas com a mineração, entretanto, puseram a cidade em um estado de crise econômica em 2015.

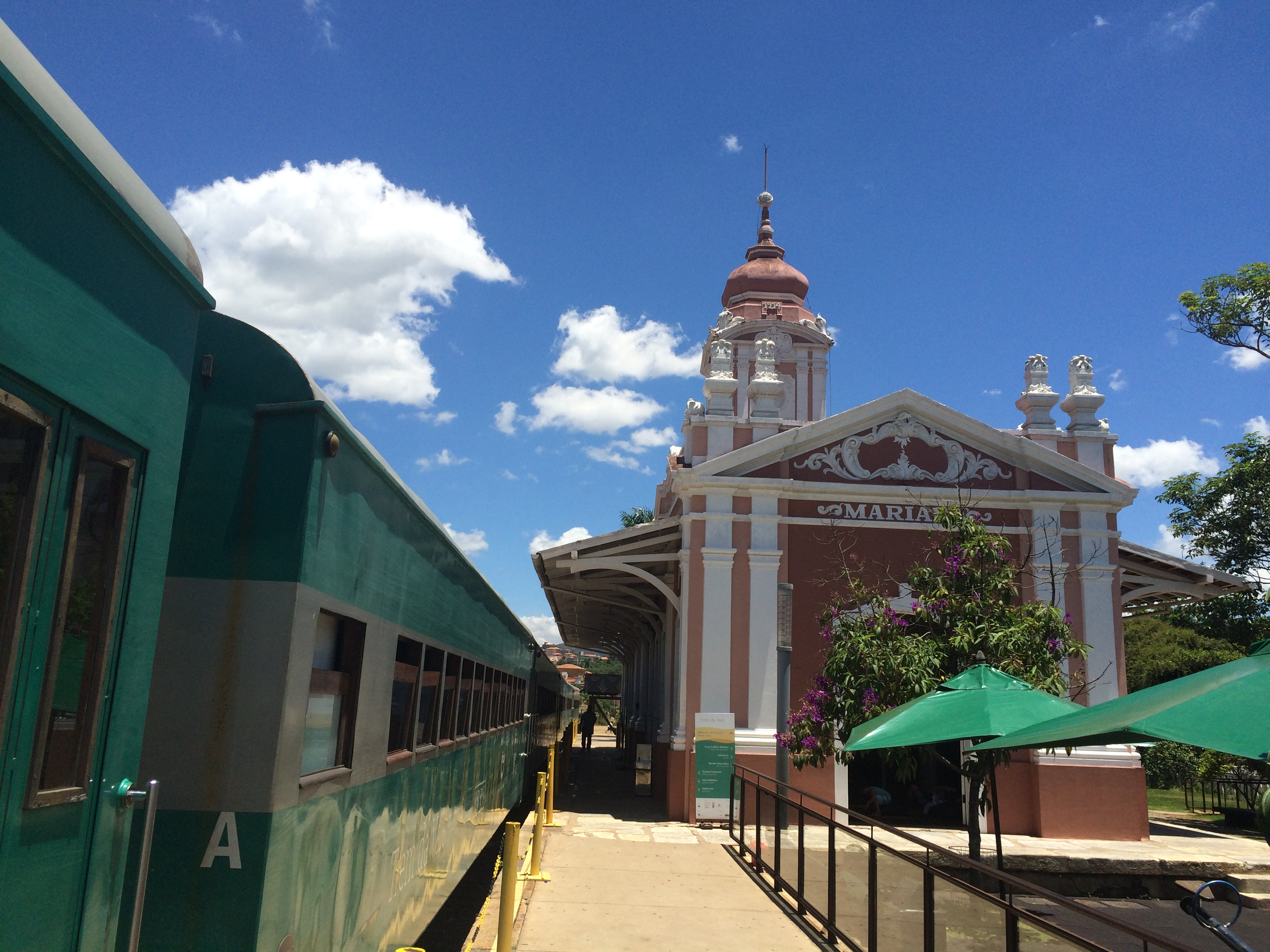
Trem da Vale na Estação Mariana

A economia do município pode ser aferida pelos valores agregados de seu Produto interno bruto (PIB), nos seus três setores:
| Setor                 | Valor Agregado (em milhões) | %    |
| --------------------- | --------------------------- | ---- |
| Agropecuária          | R$ 1 034,075                | 19,3 |
| Indústria e Mineração | R$ 4 312,828                | 80,4 |
| Serviços              | R$ 17,799                   | 0,3  |

Em comparação com outros municípios do estado, Mariana detém uma posição econômica de destaque, sendo o seu PIB um dos maiores entre os 853 municípios mineiros. O seu Ppc tem um destaque ainda maior no cenário estadual, sendo o quinto maior de Minas Gerais. Em âmbito nacional, Mariana é o 25° maior Ppc do Brasil (dados de 2011). No ano anterior, Mariana era o 91º do Brasil em Ppc (R$ 51 832,18). Em um ano, houve um significativo crescimento de 92%.

### Turismo
A cidade possui um enorme patrimônio arquitetônico do barroco produzido durante o Brasil Colonial e faz parte do circuito da Estrada Real. Além disso, o turismo ecológico teve também uma expansão importante, contribuindo de forma significativa para o desenvolvimento do setor de serviços e transformando Mariana em uma das cidades mineiras com o maior número de praticantes dos chamados esportes radicais, como montanhismo e mountain bike.
Mariana recebe boa parte do fluxo de turistas de Ouro Preto, devido à pequena distância de 12 km. Essa integração se ampliou com a criação do Trem da Vale, fruto da parceria entre a Vale e as Prefeituras Municipais de Mariana e Ouro Preto. Após décadas parado, o trem turístico voltou a funcionar em abril de 2006, com viagens diárias. A Estação Ferroviária de Mariana foi totalmente revitalizada e é um ponto turístico da cidade, além de possuir uma biblioteca, um play-ground temático e um centro de mídia para a população.
Como atrações naturais, a cidade conta com várias cachoeiras, como a do Brumado (no distrito de mesmo nome), da Serrinha (em Passagem de Mariana), do Cristal e a da Prainha (no bairro Santo Antônio). Entre o centro histórico e o distrito de Passagem, há uma simpática pista de ciclismo e caminhada, que possui ainda academia ao ar livre e um lago represado. Nos arredores da cidade há ainda várias cavernas e grutas naturais, e uma montanha para prática de escalada e paraquedismo, o Pico da Cartuxa.

## Infraestrutura

### Transportes

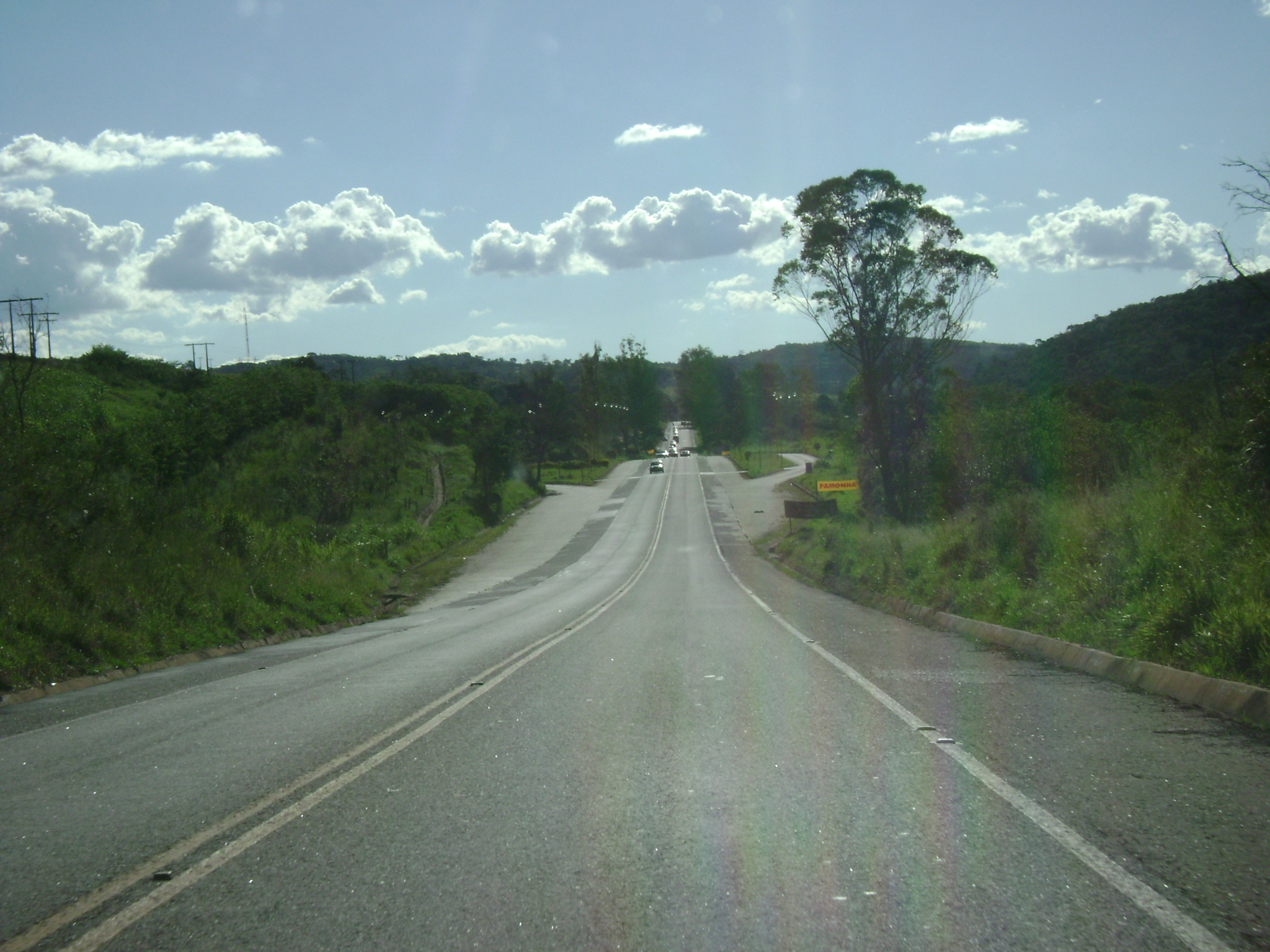
Rodovia BR-356, um dos principais acessos rodoviários ao município

O transporte público municipal em Mariana é gratuito, pelo programa Tarifa Zero, criado em 2022. Há 11 linhas de ônibus dentro do munícipio, e uma frota de 14 veículos. Há linhas diretas para todos os distritos. As linhas municipais e distritais são feitas pela Viação Transcotta, que também faz as duas ligações com Ouro Preto: Mariana-Ouro Preto (centro histórico), Mariana-Saramenha (distrito industrial, passando pela Bauxita e pelo Campus Morro do Cruzeiro - UFOP).
O município conta com linhas de ônibus diárias para Belo Horizonte (pela Viação Pássaro Verde) e São Paulo (pela UTIL). Ainda existem linhas não diárias para Brasília e Vitória/Guarapari.
De Mariana para Ouro Preto há também uma ligação turística por trem, um trajeto de cerca de 1 hora. O trem segue por um trecho do Ramal de Ponte Nova da antiga Estrada de Ferro Central do Brasil, passando pelo distrito de Passagem de Mariana e cortando belíssimas paisagens da região dentre cachoeiras, serras e montanhas, além dos túneis históricos da ferrovia.
Mariana tem sofrido com uma enorme população flutuante, que gira em torno de 30 mil pessoas, quase metade da população regular. Essa situação também tem se refletido no transito da cidade. Segundo dados oficiais, em 10 anos, a frota de veículos na cidade aumentou 70%. Passando de 19.595, em 2012, para 33.314, em 2022, aumento que não foi seguido a mudanças estruturais urbanas, gerando engarrafamentos, acidentes, etc.

### Educação

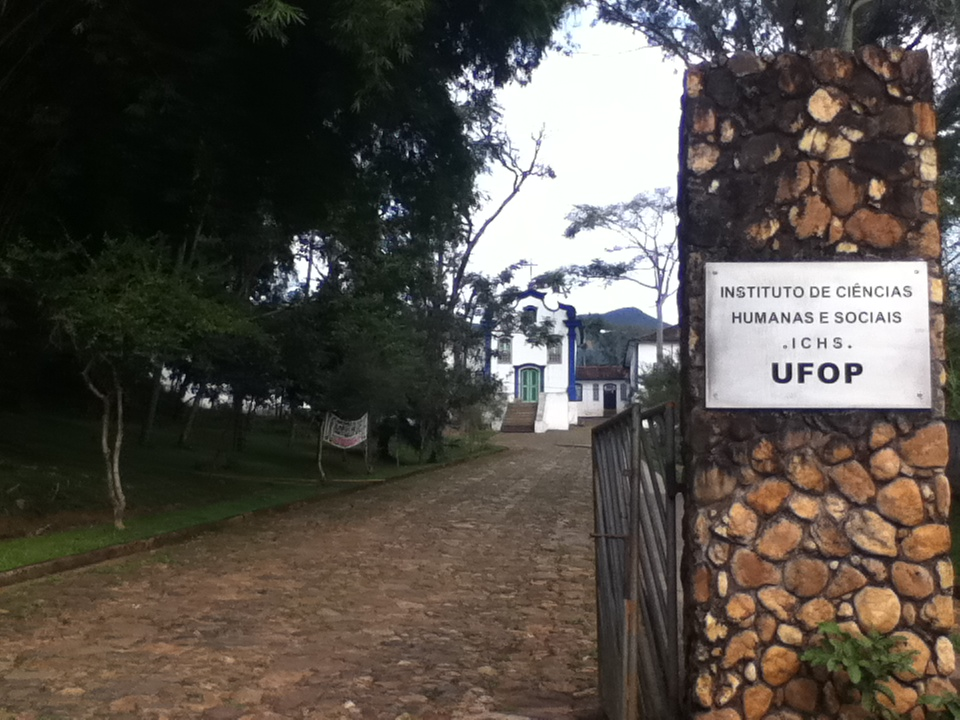
ICHS, Campus da UFOP em Mariana. Parte do instituto é instalado no Seminário Velho e na Igreja de Nossa Senhora da Boa Morte

De acordo com dados de 2012 do Instituto Brasileiro de Geografia e Estatística (IBGE), o município de Mariana tinha 35 pré-escolas, 40 unidades de ensino fundamental, 15 de ensino médio e 10 instituições de ensino superior.
Juntamente com Ouro Preto, Mariana é considerada um polo universitário. Atualmente o município sedia dois institutos da Universidade Federal de Ouro Preto (UFOP): o Instituto de Ciências Humanas e Sociais (ICHS) e o Instituto de Ciências Sociais Aplicadas (ICSA), ambos constituindo o campus local da UFOP. Há também instituições de ensino superior privadas como a UNIPAC, Faculdade Arquidiocesana de Mariana (FAM) e Faculdade de Administração de Mariana (FAMA), além de algumas instituições de ensino superior a distância, como a COC e a FINOM. Também conta com uma escola técnica, o Adjectivo CETEP e também uma unidade do SENAI.

### Saúde
Com 29 estabelecimentos de saúde municipais e 18 privados, mariana possui uma rede de saúde em crescimento. Apesar disso, ainda depende dos serviços mais sofisticados de outras cidades, principalmente da capital Belo Horizonte. A situação vem melhorando com a construção de um novo Pronto Socorro e Policlínica; Com a setorização do serviço básico de saúde e com a construção de uma UPA 24h, esta última ainda em andamento.

## Cultura
A cidade possui um carnaval que remonta a sua história. Assim como inúmeras cidades históricas do estado de Minas Gerais, possui blocos carnavalescos com décadas de existência, um deles o bicentenário Bloco Zé Pereira da Chácara, o mais antigo bloco carnavalesco em funcionamento do Brasil. A cidade se mostra uma alternativa ao também tradicional carnaval universitário de Ouro Preto, sendo que a festa marianense é um evento que visa ser mais familiar.
Ela também é rica nas tradições católicas, com as procissões, festas da padroeira Nossa Senhora do Carmo, festa de São Roque, festa de Nossa Senhora das Mercês, do Divino Espírito Santo, de São Francisco de Assis, de Nossa Senhora da Assunção, de Nossa Senhora do Rosário, entre outras. Possui uma das mais tradicionais e belas Semanas Santas do Brasil e é uma das poucas cidades que ainda se conserva os ritos em Latim, nas novenas e Missas solenes.
Nas procissões, os moradores e a Associação de Artistas da Cidade, enfeitam as ruas com tapetes de serragem, que dão um visual festivo e colorido ao centro histórico. Os Sinos também fazem parte da história do local, são tocados frequentemente nas festas dos Santos e nas Missas.

### Patrimônio arquitetônico

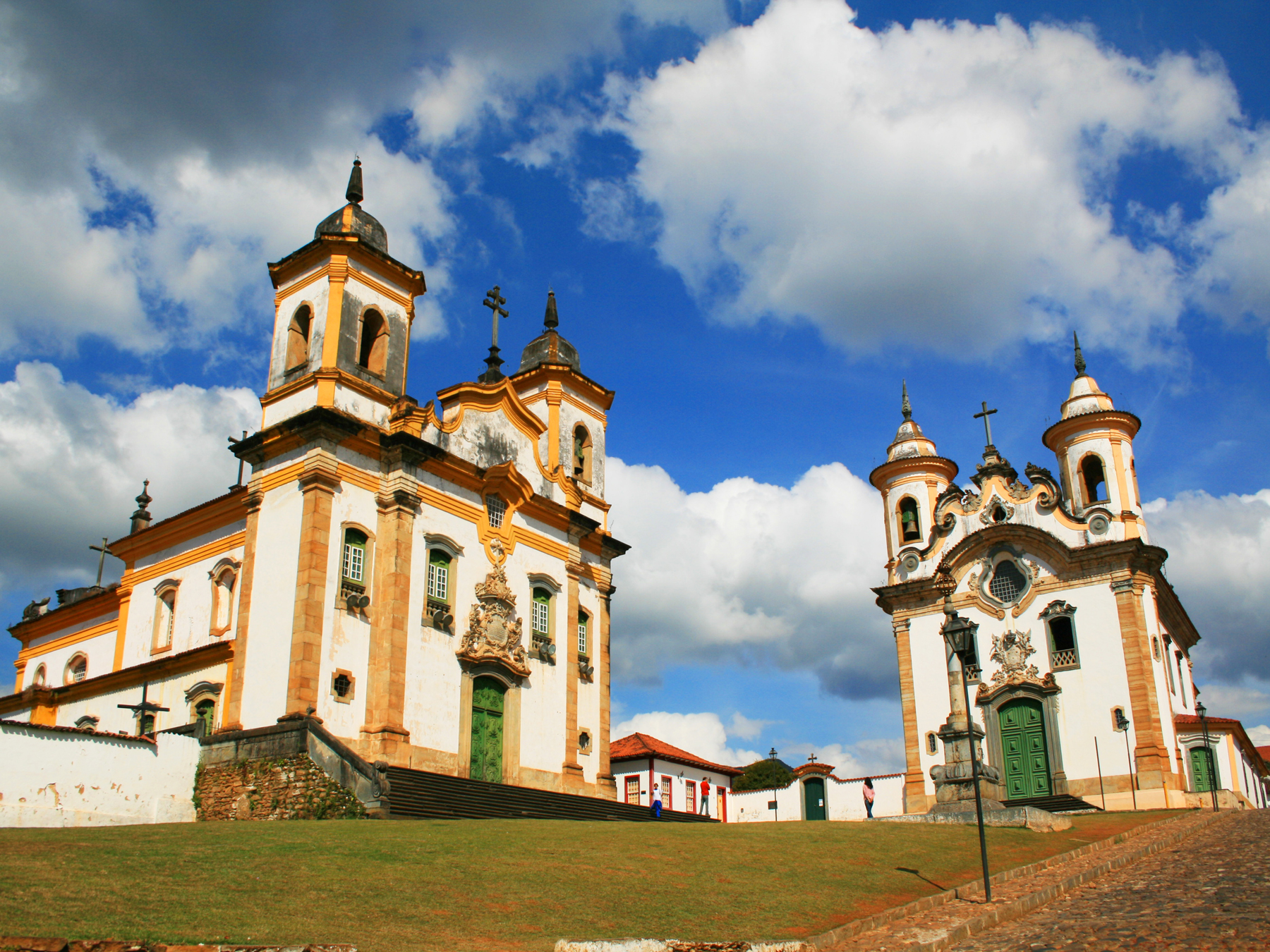
Igreja de São Francisco de Assis e Igreja Nossa Senhora do Carmo na Praça Minas Gerais, no centro histórico de Mariana

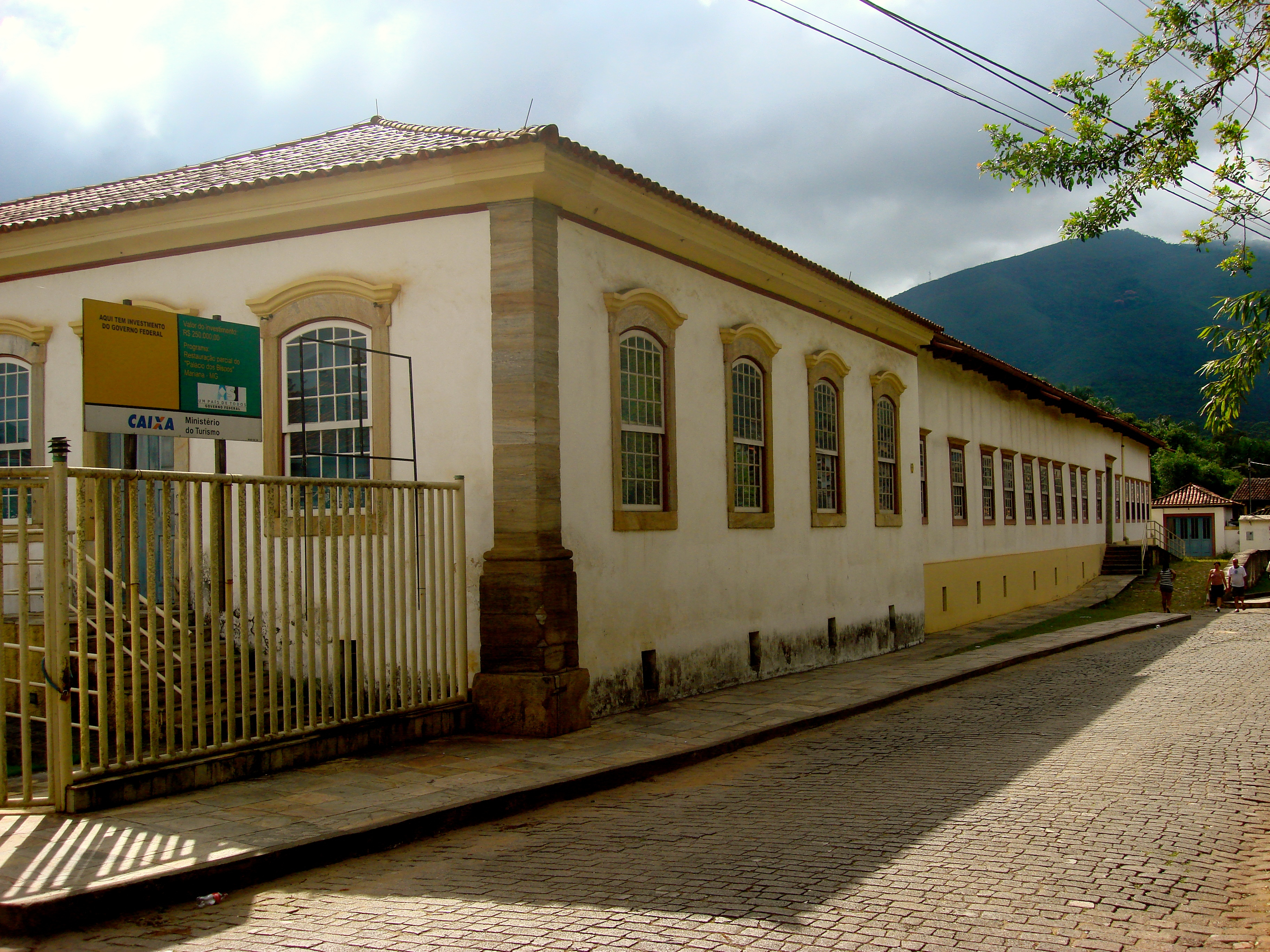
Museu da Música de Mariana, instalado no antigo Palácio dos Bispos, na Rua Cônego Amando

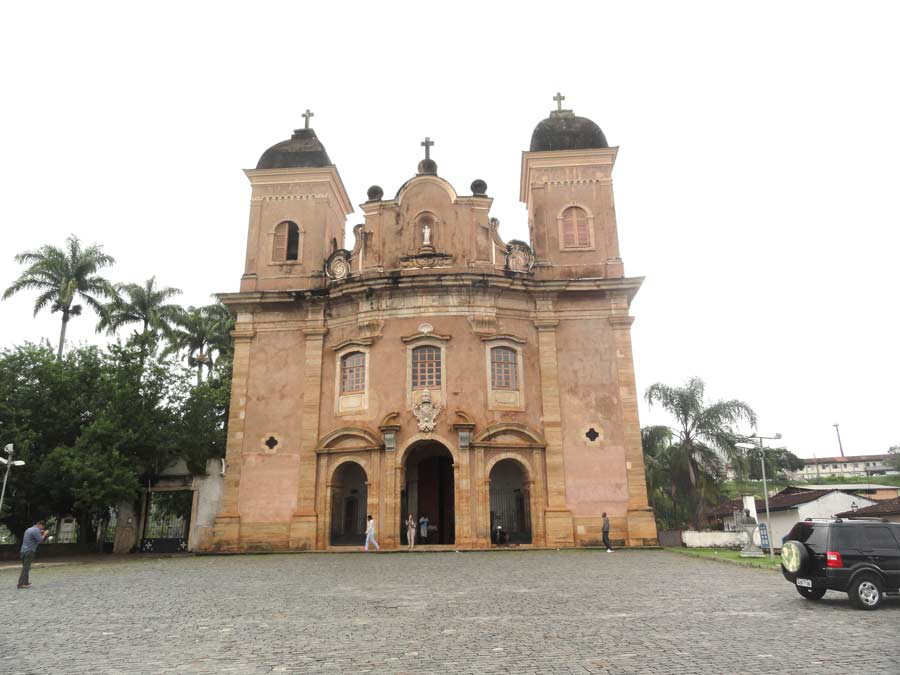
Igreja de São Pedro dos Clérigos, na praça homônima

A cidade é considerada a primeira cidade planejada de Minas Gerais e uma das primeiras do Brasil. Foi projetada pelo engenheiro militar José Fernandes Pinto Alpoim. A maior parte do patrimônio arquitetônico está localizada no Centro Histórico, que se iniciou a partir de três praças:
- Praça Claudio Manuel: mais conhecida como "Praça da Sé", é a principal praça da cidade. Por abrigar a Catedral, é amplamente utilizada para eventos religiosos e artísticos. A Catedral (Sé), uma das maiores igrejas da cidade e a mais importante, localiza-se na Praça da Sé. Além de sua rica decoração interna, a catedral possui um precioso órgão, construído por Johann Heinrich Hulenkampf em Lisboa em 1723 e transladado ao Brasil em 1753,[97][98][99] como presente da Coroa de Portugal ao primeiro bispo de Mariana, escapando assim da destruição acarretada pelo terremoto de Lisboa em 1755.[100] O templo é a Sé Arquiepiscopal da Arquidiocese de Mariana, sob o nome de Catedral Basílica Nossa Senhora da Assunção.[101]
- Praça Gomes Freire: conhecida na cidade simplesmente como "O Jardim", a praça possui um coreto, um lago, uma fonte e vários canteiros. Cercada de bares, clubes e restaurantes, é um grande ponto de encontro dos habitantes. O seu nome é uma homenagem ao médico e político Gomes Henrique Freire de Andrade.[102]
- Praça Minas Gerais: essa praça, mais elevada que as outras duas, marca o início da parte alta do centro histórico. No aniversário da cidade, é assinada, aqui, a transferência simbólica da capital de Belo Horizonte para Mariana. Possui um pelourinho, e é onde se encontra a antiga Casa da Câmara e Cadeia, a Igreja de São Francisco de Assis e a Igreja Nossa Senhora do Carmo. O contraste entre o estilo das duas igrejas cria um cenário único para quem chega a essa praça.[103]

Além das praças, a cidade possui vários outros pontos de interesse:
- Museu de Arte Sacra de Mariana: funciona em uma das mais belas construções em rococó do Brasil, a Casa Capitular, e possui mais de duas mil peças religiosas. Entre elas está a Fonte da Samaritana, uma escultura excepcional em rococó que fazia parte dos Jardins do Palácio dos Bispos, atual Museu da Música.[104]
- Museu da Música de Mariana: funciona no Centro Cultural Dom Frei Manuel da Cruz (Palácio da Olaria ou antigo Palácio dos Bispos). Possui, em seu acervo, documentos, livros litúrgicos, partituras e partes impressas e manuscritas dos séculos XVIII ao XX, além de uma exposição permanente em que o visitante toma contato com fontes musicais (principalmente sacras) de autores brasileiros (principalmente mineiros) e ouve sua música.[105][106]
- Prédio da Cúria: pertence à Arquidiocese de Mariana. Até 2017, abrigou o Arquivo Eclesiástico da Arquidiocese de Mariana, transferido para Palácio do Getsêmani, anexo à Igreja de São Pedro dos Clérigos.[107]
- Rua Direita: possui os imóveis mais antigos da cidade ainda completamente conservados. Assim como a maior parte das casas do centro histórico, segue o estilo misto: espaço comercial no primeiro andar e residência nos superiores. Nela, está localizada a casa de Alphonsus de Guimaraens, atualmente um museu em sua memória. O acervo do museu está em processo de digitalização.[108]
- Estação ferroviária de Mariana: inaugurada em 1914, em estilo eclético, está situada às margens do Ramal de Ponte Nova da antiga Estrada de Ferro Central do Brasil. O seu belíssimo prédio abriga o Museu Ferroviário da cidade e o terminal de passageiros do turístico Trem da Vale, que a liga ao município vizinho de Ouro Preto.[109][110]
- Antigo Seminário: atual Instituto de Ciências Humanas e Sociais (ICHS), unidade do câmpus Mariana da Universidade Federal de Ouro Preto (UFOP).[111]
- Seminário Maior São José: construção em estilo neoclássico, com azulejos no frontispício e pinturas de Pietro Gentili e Nobäuer na capela e salões. Cercado de mata nativa, é acessível ao centro por uma pequena estrada calçada.[112]
- Igreja de Nossa Senhora do Rosário dos Pretos: conhecida simplesmente como Igreja do Rosário, fica em um morro pouco afastado do centro, no bairro que leva seu nome. Possui rico detalhamento interno, com pinturas de Mestre Ataíde.[113]
- Ponte Alphonsus de Guimarães: mais conhecida como Ponte de Tábua, é a primeira ponte de tábuas de Minas Gerais, datada de 1713. Primeira ponte a cruzar o Rio do Carmo, é utilizada até hoje, apesar de o caminho geralmente ser feito por outras pontes mais modernas. Liga o Centro ao bairro Rosário.[114]
- Igreja de Santo Antônio: a mais antiga da cidade, localizada no bairro homônimo.[115]
- Igreja de São Pedro dos Clérigos: construída no final do ciclo do ouro, tem um estilo completamente diferente das outras igrejas históricas. Oficialmente, a igreja está incompleta, já que seu altar é feito basicamente de madeira talhada. Sua fachada, porém, é considerada uma das mais bonitas da cidade.[116] O Palácio do Getsêmani, anexo aos fundos da igreja, abriga atualmente o Arquivo Eclesiástico da Arquidiocese de Mariana.[107]
- Igreja Matriz Nossa Senhora da Glória, em Passagem de Mariana.[117]
- Mina da Passagem, muito importante para a economia da cidade no ciclo do ouro. Atualmente, é a maior mina de ouro aberta ao público do mundo.[118]
- Capela de Nossa Senhora dos Anjos: construída no século XVIII, é uma das capelas mais simpáticas da cidade. Levemente despojada, ela mescla diversos estilos em seus adornos, revelando a presença de vários artistas em épocas diferentes. Está localizada na Rua Dom Silvério, que liga a Praça Minas Gerais à Igreja de São Pedro dos Clérigos.[119]

## Esportes
A cidade de Mariana conta com duas equipes profissionais de futebol; o Guarany e o Marianense. Em Mariana são realizados vários eventos desportivos, como a uma etapa do campeonato mineiro de Rally de velocidade, além de várias maratonas para pessoas de todas as idades. O Handebol feminino e masculino da cidade são destaques no estado. No município também é realizado o Iron Bike (maior competição de bike da América Latina). Mariana é a capital nacional de mountain bike.
A prefeitura de Mariana incentiva seus estudantes a praticar atividades desportivas. Em Mariana são realizados diversos jogos escolares como o JEI e o JEM. Uma das mais tradicionais competições do município, o JEM conta com a participação de mais de dois mil alunos, em mais de 400 jogos realizados.
A cidade esta sofrendo uma mudança estrutural. O ginásio polidesportivo de Mariana foi desmontado porque possuía uma estrutura comprometida e precisaria de uma enorme reforma. O ginásio também não combinava com o estilo arquitetônico de seu entorno. No lugar do ginásio, foi construído o Centro de Convenções Alphonsus de Guimaraens, com pavilhões de feiras de 1600 m² e capacidade para 1500 pessoas. Há ainda saguão para recepção de público com áreas de apoio, café e teatro com mais de 500 lugares.
Por conta do desmonte foi criado um projeto de um Complexo Desportivo Olímpico, uma arena multi-eventos, que poderá atender todos os tipos de eventos. A Arena Mariana foi construída para atender melhor os atletas, receber as federações e confederações desportivas e sediar campeonatos. São três quadras multi-eventos, pista de skate, piscina olímpica, piscina para salto ornamental e quadra coberta com capacidade para cinco mil pessoas, que pode ser utilizada também na promoção de shows e eventos, trazendo benefícios para as entidades desportivas. O complexo está entre os melhores do estado, ao disponibilizar infraestrutura para a prática de várias modalidades, tais como natação, polo aquático, nado sincronizado, salto ornamental, atletismo, handebol, vólei, futsal, ginástica olímpica, futsal, basquetebol e skate.

## Personalidades
- Biografias de marianenses notórios